# Invasão francesa de Argel
A invasão francesa de Argel foi uma operação militar em larga escala pelo qual o Reino da França, governado por Carlos X, invadiu e conquistou a Regência Otomana de Argel. Argel havia sido vassalo do Império Otomano desde a captura de Argel em 1529 por Barba Ruiva.
Um incidente diplomático, o chamado Caso Fan serviu em 1827 como um pretexto para iniciar um bloqueio contra o porto de Argel. Após três anos de paralisação e de um incidente mais grave em que um navio francês que levava um embaixador ao dey com uma proposta para  negociações foi bombardeado, os franceses determinaram que uma ação mais enérgica era necessária. Carlos X viu também a necessidade de desviar a atenção dos turbulentos assuntos domésticos franceses, que culminou com sua deposição durante os últimos estágios da invasão na Revolução de Julho.
A invasão de Argel começou em 5 de julho de 1830 com um bombardeio naval por uma frota sob o Almirante Duperré, e um desembarque de tropas sob Louis Auguste Victor de Ghaisne, conde de Bourmont. Os franceses rapidamente derrotaram as tropas de Hussein Dey, o governante otomano, mas a resistência nativa foi generalizada. Isto resultou em uma campanha militar prolongada, com duração de mais de 45 anos, para acabar com a oposição popular à colonização. A chamada "pacificação" foi marcada pela resistência de figuras como Ahmed Bey, Abd El-Kader e Lalla Fatma N'Soumer.
A invasão marcou o fim de vários séculos de domínio otomano na Argélia e no início da Argélia francesa. Em 1848, os territórios conquistados em torno de Argel foram organizados em três departamentos, definindo os territórios da Argélia moderna.